# Pierre Angel
Pierre Angel (Seringes-et-Nesles, 25 maggio 1924 – Fréjus, 30 marzo 1998) è stato un calciatore e allenatore di calcio francese, di ruolo portiere.

## Carriera
Dopo aver militato nelle giovanili dello Stade Reims, passa al FC Nancy nel 1943. Nella stagione 1945-1946, il club della Lorena si classifica primo nel girone Nord ottenendo la promozione in Division 1. Il club si piazza al decimo posto nella stagione 1946-1947, mentre Angel la stagione successiva si accasa al Nizza in Division 2 dove ottiene una nuova promozione in D1.
Angel passa quindi al Colmar, anche lui promosso in D1 dopo il secondo posto alle spalle proprio del Nizza. Qui rimane una sola stagione per passare poi al Lilla dove ottiene due secondi posti in campionato nel 1949-1950 e nel 1950-1951, disputando anche la finale della Coppa Latina 1951, persa contro il Milan.
Nell'estate del 1951 entra a far parte dello Strasburgo che finisce diciottesimo in campionato ed è quindi retrocesso. Si trasferisce quindi al RC Franche-Comté in D2. Rimane solo una stagione per passare poi all'Olympique Marsiglia. In questo club, coi galloni di capitano, raggiunge la finale di Coppa di Francia 1953-1954, persa col Nizza.
Nel 1955 Angel torna a RC Franc-Comtois, dove termina la sua carriera nel duplice ruolo di giocatore-allenatore.

## Palmarès
- Campionato francese di seconda divisione: 2

FC Nancy: 1945-1946
Nizza: 1947-1948